# Garduna
La Garduna (in spagnolo Garduña) è il nome dato a una presunta società segreta di natura criminale che avrebbe operato in Spagna e nelle sue colonie americane dalla metà del XV secolo fino al XIX secolo..

## Origine
Le fonti che ne parlano sono molto discusse e taluni sostengano non sia mai esistita. In tempi moderni, ciò ha fatto propendere i vari storici che hanno cercato di studiare ed analizzare il fenomeno a giungere alla conclusione che tale organizzazione fosse frutto solo ed esclusivamente di fantasie ricavate da alcune novelle spagnole del XIX secolo, collegate a propagande anticlericali e liberali raccolte nel testo "I Misteri dell'inquisizione spagnola", la cui prima versione italiana è del 1867. L'autrice sarebbe stata la scrittrice francese Madame de Suberwick, utilizzando lo pseudonimo di Victor de Féréal, liberale e anticlericale spagnolo ottocentesco, e si rifarebbe a presunte menzioni alla Gardugna negli archivi di Toledo, menzioni delle quali, sul predetto archivio e secondo gli storici contemporanei Hipolito Sanchez e Leon Arsenal, non vi sarebbe mai stata alcuna traccia, il che rimanda alla totale inesistenza di tale organizzazione.

## Storia
Sembrerebbe che abbia avuto origine a Toledo nel 1417.
Verrebbe menzionata nei racconti dell'inquisitore Pedro Arbues, in relazione alla figlia del governatore di Siviglia.

## Struttura
La Garduna avrebbe mutuato la sua struttura dalle confraternite; al vertice, il "fratello superiore" o "Gran Maestro", poteva avere accesso solo una persona di alta condizione sociale che dirigeva diversi capi, uno per città.
Ogni capo comandava sui punteadores e  floreadores, al di sotto vi sono i postulantes che con i loro contributi sperano di elevarsi di posizione. Al gradino più basso ci sono i fuelles' o apprendisti: soplones (anziani e mendicanti), chivatos (infiltrati), coberteras (ricettatori) e sirenas (informatori per l'organizzazione)